# Gondwana Collection Namibia
Gondwana Collection Namibia, meist nur Gondwana Collection oder Gondwana, ist ein namibisches Reise- und Tourismusunternehmen. Seit seiner Gründung im Jahr 1996 verfolgt das Unternehmen konsequent ein Tourismuskonzept der Nachhaltigkeit. Der Hauptsitz befindet sich in Windhoek, Namibia. 
Zu Gondwana Collection Namibia gehören Beherbergungsbetriebe, Naturparks, eine Autovermietung, ein Reisetransfer-Service, ein Reisebüro, ein Online-Reisebüro und ein Online-Shop.

## Naturschutzgebiete
Die Gondwana Collection hat verschiedene Naturschutzgebiete eingerichtet und dort zahlreiche Wildtierarten angesiedelt.
- Gondwana Canyon Park, 1995 gegründet, 1160 km²; am Fischfluss-Canyon
- Gondwana Kalahari Park, 2004 gegründet, 98 km²; nordöstlich von Mariental
- Gondwana Sperrgebiet Rand Park, 2004 gegründet, 510 km²; bei Aus
- Gondwana Namib Park, 2004 gegründet, 127 km²; nördlich von Sesriem
- Palmwag Konzessionsgebiet, 5.500 km², verwaltet von Gondwana, besteht aus den kommunalen Hegegebieten Sesfontein, Torra und Anabeb

Im Juli 2025 wurde die Gründung des weltweit größten privaten Schutzgebietes für das Spitzmaulnashorn durch die Gondwana Collection Namibia, mit Unterstützung der ERP (Elephant, Rhino, People) Conservation Foundation Namibia und des Ministeriums für Umwelt und Tourismus (MEFT), bekanntgegeben.

## Unterkünfte
Gondwana Collection betreibt und – zum Großteil – besitzt 20 Lodges, 2 Hotels und 13 Selbstversorgerunterkünfte beziehungsweise Campingplätze in fast allen Landesbereichen Namibias (Stand Februar 2025).

### Norden

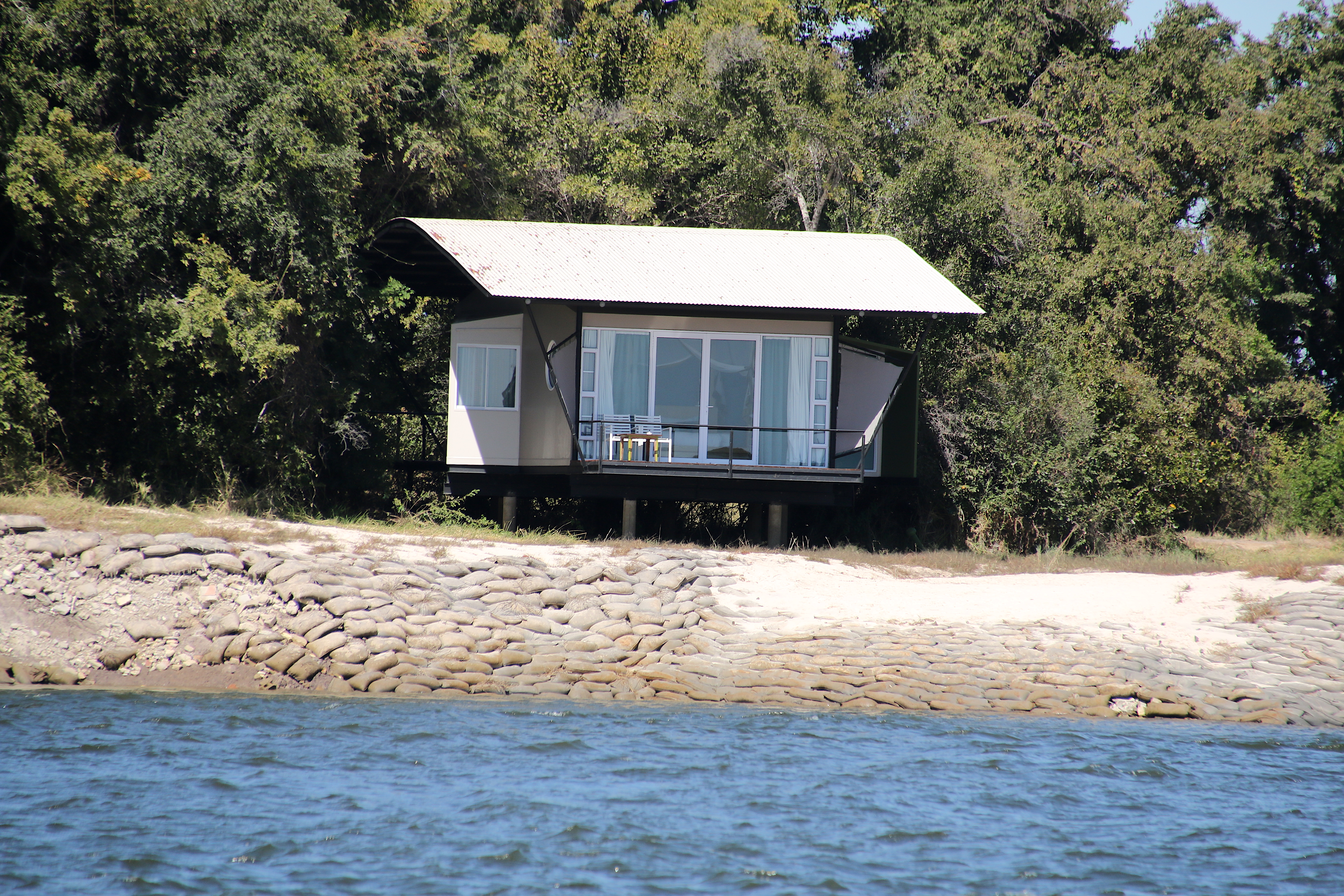
Zambezi Mubala Lodge

- Chobe River Camp, im Caprivizipfel (Anfang 2017 als Camp Chobe übernommen)
- Chobe River Camping, im Caprivizipfel (Anfang 2017 als Camp Chobe übernommen)
- Damara Mopane Lodge, im Damaraland
- Etosha Safari Camp, beim Etosha-Nationalpark (Süden)
- Etosha Safari Campsite, beim Etosha-Nationalpark (Süden)
- Etosha Safari Lodge, beim Etosha-Nationalpark (Süden)
- Etosha Safari Camping2Go, beim Etosha-Nationalpark (Süden)
- Hakusembe River Lodge, bei Rundu
- King Nehale Lodge, beim Etosha-Nationalpark (Osten) (Juni 2020 eröffnet)
- Namushasha River Lodge, im Caprivizipfel
- Omarunga Epupa-Falls Camp, am Kunene (im März 2019 als Omarunga Lodge übernommen)
- Palmwag Lodge, im Kaokoveld (seit März 2019)
- The Ekipa Pod, beim Etosha-Nationalpark (Süden; Eröffnung im Februar 2025)
- Zambezi Mubala Camp, im Caprivizipfel (Neueröffnung Mai 2018; zuvor Island View Lodge)
- Zambezi Mubala Lodge, im Caprivizipfel (November 2017 eröffnet)

### Zentrum und Küste

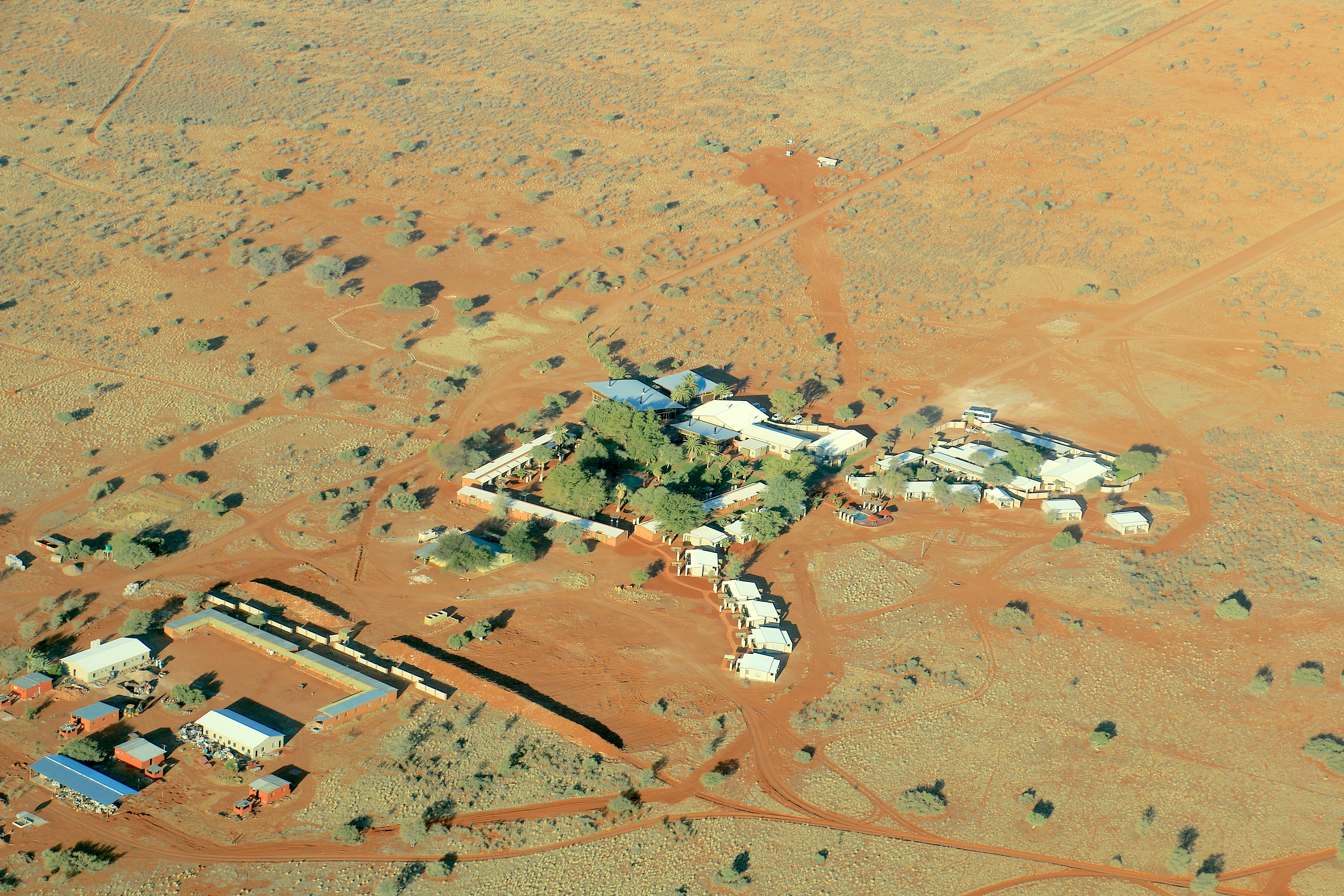
Gondwana Anib Lodge

- Kalahari Anib Lodge, am Rande der Kalahari
- Kalahari Anib Camping2Go, am Rande der Kalahari
- Kalahari Anib Campsite, am Rande der Kalahari
- Kalahari Farmhouse, in Stampriet
- Kalahari Farm Campsite, in Stampriet
- Namib Desert Lodge, bei Sesriem
- Namib Desert Campsite, bei Sesriem
- Namib Desert Lodge Camping2Go, bei Sesriem
- Namib Dune Star Camp, bei Sesriem
- Okapuka Safari Lodge; nördlich bei Windhoek (im März 2023 eröffnet)
- Reverie Kalahari Pod, am Rande der Kalahari (im November 2024 eröffnet)* The Delight Swakopmund, in Swakopmund (im November 2015 eröffnet)
- The Desert Grace, bei Sesriem (im November 2018 eröffnet)
- The Nest, am Rande der Kalahari (Eröffnung im November 2024)
- The Pearls, in Swakopmund (seit Oktober 2023)
- The Weinberg Boutique Hotel, in Windhoek (seit Februar 2022)
- The Weinberg Villa, in Windhoek (seit September 2023)

### Süden

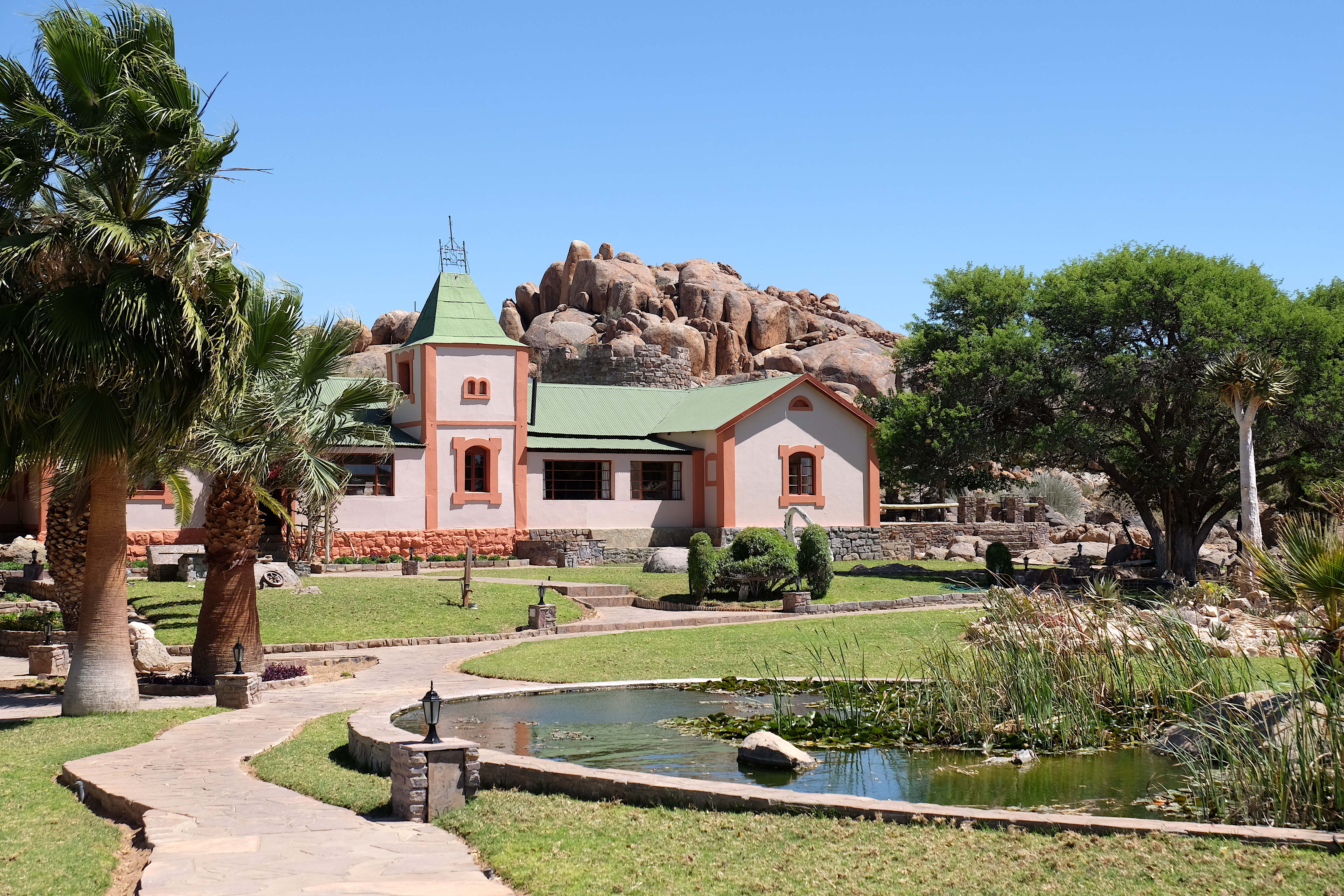
Canyon Lodge

- Canyon Lodge, am Fischfluss-Canyon
- Canyon Road Campsite, am Fischfluss-Canyon
- Canyon Roadhouse, am Fischfluss-Canyon
- Canyon Village, am Fischfluss-Canyon
- Klein-Aus Vista – Desert Horse Campsite, bei Aus
- Klein-Aus Vista – Desert Horse Inn, bei Aus
- Klein-Aus Vista – Eagle’s Nest Chalets, bei Aus
- Klein-Aus Vista – Geisterschlucht Cabin, bei Aus

Ehemals zudem:
- Canyon Mountain Camp, am Fischfluss-Canyon – geschlossen